# Ефект Томсона
Ефект Томсона — явище нагрівання або охолодження провідника зі струмом в умовах існування градієнта температури.
Ефект Томсона характеризується коефіцієнтом Томсона.
Виділення або поглинання тепла можна записати у вигляді
{\displaystyle dQ=\sigma I{\frac {dT}{dx}}dx},
де dQ — кількість теплоти, яка виділяється або поглинається на ділянці провідника dx, I — сила струму, Т — температура, σ — коєфіцієнт Томсона. Ця формула не враховує джоулевого тепла, яке виділяється при проходженні струму в провідниках і пропорційне квадрату сили струму (див, закон Джоуля-Ленца).
При проходженні струму через неоднорідно нагрітий провідник носії заряду переходять із області високої температури, де вони мають більшу енергію, в область низької температури, або навпаки. При цьому їм потрібно або отримати енергію від коливань ґратки, охолоджуючи її, або віддати енергію коливанням ґратки, нагріваючи її. 
У загальному випадку, кількість тепла, що виділяється в об'ємі dV, визначається співвідношенням:
{\displaystyle dQ^{T}=-\sigma (\nabla T\cdot \mathbf {j} )dtdV}.